# Maria Theresia van Oostenrijk (1767-1827)

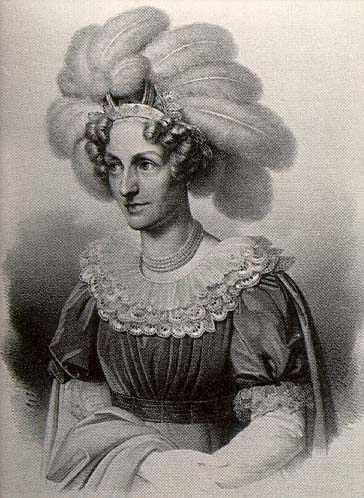
Maria Theresia van Oostenrijk (1767-1827)

Maria Theresia Josepha Charlotte Johanna (Florence, 14 januari 1767 — Leipzig, 7 november 1827), koningin van Saksen, aartshertogin van Oostenrijk, prinses van Toscane, was een lid van het Huis Habsburg-Lotharingen. Ze was het oudste kind van keizer Leopold II en Maria Louisa (een dochter van koning Karel III van Spanje).
Ze trouwde op 18 oktober 1787 te Dresden met koning Anton van Saksen. Uit het huwelijk werden vier kinderen geboren, die geen van allen ouder dan één jaar werden. Haar man werd daarom als koning van Saksen opgevolgd door zijn neef Frederik August II van Saksen.

## Kinderen
- Maria Louise van Saksen (14 maart 1795 - 25 april 1796)
- Friedrich August van Saksen (5 april 1796)
- Maria Joanna van Saksen (5 april 1798 - 30 oktober 1799)
- Maria Theresa van Saksen (15 oktober 1799)